# Get Down Tonight
Get Down Tonight är en discolåt komponerad av Harry Wayne Casey och Richard Finch som lanserades av deras grupp KC & the Sunshine Band 1975. Med denna singel fick gruppen sitt stora genombrott då den nådde förstaplatsen på Billboard Hot 100-listan i USA. Singeln listnoterades även i flera europeiska länder. Låten inleds med ett karaktäristiskt gitarrsolo och går sedan in i ett snabbt discotempo. Albumversionen, som återfinns på albumet KC and the Sunshine Band innehåller en runt två minuter lång instrumental sektion som nästan helt saknas på singelversionen.
Låten har även använts i många filmer, i synnerhet där 1970-talets discoera skildras. Så är till exempel fallet i Forrest Gump, där den spelas under en scen på ett diskotek. 

## Listplaceringar
- Billboard Hot 100, USA: #1[1]
- UK Singles Chart, Storbritannien: #21[2]
- RPM, Kanada: #1[3]
- Nederländerna: #5[4]